# Fleix (Vienne)
Fleix – miejscowość i gmina we Francji, w regionie Nowa Akwitania, w departamencie Vienne.
Według danych na rok 1990 gminę zamieszkiwało 129 osób, a gęstość zaludnienia wynosiła 14 osób/km² (wśród 1467 gmin regionu Poitou-Charentes Fleix plasuje się na 864. miejscu pod względem liczby ludności, natomiast pod względem powierzchni na miejscu 873.).